# Абрикосівка (Роздольська сільська громада)
Абрико́сівка — село в Україні, у Роздольській сільській громаді Василівського району Запорізької області. Населення становить 80 осіб. До 2017 року орган місцевого самоврядування — Роздольська сільська рада.

## Географія
Село Абрикосівка розташоване за 75 км від обласного центру та 19 км від районного центру. Біля села розташовані сусідні населені пункти: на Шевченка (1 км) та Виноградівка та Роздол (1,5 км). Поруч пролягає автошлях міжнародного значення М18E105.

### Клімат
| Клімат Абрикосівки        | Клімат Абрикосівки | Клімат Абрикосівки | Клімат Абрикосівки | Клімат Абрикосівки | Клімат Абрикосівки | Клімат Абрикосівки | Клімат Абрикосівки | Клімат Абрикосівки | Клімат Абрикосівки | Клімат Абрикосівки | Клімат Абрикосівки | Клімат Абрикосівки | Клімат Абрикосівки |
| Показник                  | Січ.               | Лют.               | Бер.               | Квіт.              | Трав.              | Черв.              | Лип.               | Серп.              | Вер.               | Жовт.              | Лист.              | Груд.              | Рік                |
| Середній максимум, °C     | −0,4               | 0,1                | 4,5                | 13,6               | 21,2               | 25,8               | 28,2               | 27,4               | 21,7               | 14,3               | 6,9                | 2,4                | 13                 |
| Середня температура, °C   | −3,4               | −2,9               | 1,1                | 9,2                | 16,2               | 20,6               | 22,9               | 22,1               | 16,5               | 10,0               | 3,9                | −0,1               | 9                  |
| Середній мінімум, °C      | −6,3               | −5,8               | −2,2               | 4,9                | 11,3               | 15,5               | 17,7               | 16,8               | 11,4               | 5,8                | 1,0                | −2,6               | 5                  |
| Норма опадів, мм          | 44                 | 36                 | 31                 | 33                 | 43                 | 53                 | 46                 | 37                 | 33                 | 25                 | 38                 | 50                 | 469                |
| ------------------------- | ------------------ | ------------------ | ------------------ | ------------------ | ------------------ | ------------------ | ------------------ | ------------------ | ------------------ | ------------------ | ------------------ | ------------------ | ------------------ |
| Джерело: climate-data.org |                    |                    |                    |                    |                    |                    |                    |                    |                    |                    |                    |                    |                    |

## Населення

### Мова
Розподіл населення за рідною мовою за даними перепису 2001 року:
| Мова       | Кількість | Відсоток |
| ---------- | --------- | -------- |
| українська | 61        | 76.25%   |
| російська  | 19        | 23.75%   |
| Усього     | 80        | 100%     |

## Історія
Село засноване 1921 року під первинною назвою Господар.
У 1958 році перейменоване в село Абрикосівка.
12 червня 2020 року, відповідно до розпорядження Кабінету Міністрів України № 713-р «Про визначення адміністративних центрів та затвердження територій територіальних громад Запорізької області», затверджено склад Роздольської сільської громади. 
19 липня 2020 року, в результаті адміністративно-територіальної реформи та ліквідації Михайлівського району, село увійшло до складу Василівського району.